# Vacances permanents
Vacances permanents (títol original en anglès Permanent Vacation) és una pel·lícula estatunidenca indie de 1980 escrita, dirigida, muntada i produïda per Jim Jarmusch, i que va suposar el seu debut cinematogràfic. Va ser rodada en 16 mm i so mono.
Tot i que va presentar-se a diversos festivals de cinema europeus, gaudint del reconeixement del públic i de les bones crítiques, no va ser fins que Jarmusch va estrenar la seva segona pel·lícula (Estranys al paradís, 1984) que Vacances permanents no va començar a estar ben considerada als Estats Units.

## Argument
Allie (Chris Parker), un jove gandul que pateix insomni, fan de la música de Charlie Parker, es passeja pels ambients sòrdids de Nova York i es topa amb una sèrie d'excèntrics personatges, mentre reflexiona sobre el significat de la vida i cerca un lloc millor.
Es discuteix amb la seva xicota, visita la seva mare (internada en un centre psiquiàtric), i posteriorment també coneix un veterà de guerra, un saxofonista, una noia llatina llunàtica, ... fins que troba una dona que té un Ford Mustang; Allie el roba i el ven aquella mateixa nit, i l'endemà al matí marxa en un vaixell, deixant enrere Nova York i la seva xicota.

## Repartiment
- Chris Parker: Aloysius "Allie" Parker
- Richard Boes: veterà de guerra
- Ruth Bolton: mare
- Sara Driver: infermera
- María Duval: noia llatina
- Frankie Faison: home del rebedor
- Jane Fire: infermera
- Suzanne Fletcher: noia del cotxe
- Leila Gastil: Leila
- Chris Hameon: viatjant francès
- John Lurie: saxofonista